# Love & the Outcome
Love & the Outcome (o Love and the Outcome) es un dúo canadiense de música cristiana, de estilo pop-rock. La banda está conformada por Jodi King y su esposo Chris Rademaker.
Su formación se dio en julio de 2012, en Manitoba, Canadá, y en 2013, firmaron contrato con Word Records, una discográfica importante de música cristiana en Estados Unidos.
Para su debut lanzaron un álbum homónimo el 27 de agosto de 2013, y desde el comienzo su álbum ha sido exitoso en las listas de música cristiana, y ha sido tomado con una recepción crítica positiva. Love & the Outcome lograron llegó al no. 28 y no. 18 del Top de Álbumes Cristianos y al Top de la lista Heatseekers Albums respectivamente, en la lista Billboard, el 14 de septiembre de 2013.

## Miembros
- Jodi King - Voz, y teclado
- Chris Rademaker - Bajo eléctrico, y segunda voz